# ファイン・ヤング・カニバルズ
ファイン・ヤング・カニバルズ（Fine Young Cannibals）は、イギリス・バーミンガム出身の3人組ポップス・バンド。
1989年に「シー・ドライヴス・ミー・クレイジー」と「グッド・シング」の2曲がBillboard Hot 100のナンバーワンを記録した。
スカ、R&B、テクノ等の要素を盛り込んだ独特のサウンドは、解散した今もなおポップ・シーンに大きな影響を与え続けている。

## 略歴
前身であるザ・ビートが解散したのは1983年のこと。メンバーであったアンディ・コックス（ギター）とデイヴィッド・スティール（ベース）は、新たにローランド・ギフトという無名のボーカリストを加え、1985年にファイン・ヤング・カニバルズを結成した。同年にファースト・アルバムをリリースした後、アメリカのコメディ番組に彼らの曲が使われたことから話題となった。そして1988年にナンバーワン・ソング2曲を含むアルバム『ザ・ロー&ザ・クックト』をリリースした。
1990年にリミックス・アルバムである『ザ・ロー&ザ・リミックス』をリリース後、メンバー間の音楽的相違により活動が停止され、1992年に正式に解散が発表された。ただ、1996年に一時的に再結成してシングル「フレイム」とベスト・アルバム『ファイネスト〜ベスト・オブ・ファイン・ヤング・カニバルズ』を発表している。解散後、ローランドは俳優となり、残りの2人は現在も共に音楽活動を続けている。

## ディスコグラフィ

### スタジオ・アルバム
- 『ファイン・ヤング・カニバルズ』 - Fine Young Cannibals (1985年、I.R.S.)
- 『ザ・ロー&ザ・クックト』 - The Raw & the Cooked (1989年、I.R.S.)

### リミックス・アルバム
- 『ザ・ロー&ザ・リミックス (12インチ・クラブ・ヴァージョン)』 - The Raw & the Remix (1990年、I.R.S.)

### コンピレーション・アルバム
- 『ファイネスト〜ベスト・オブ・ファイン・ヤング・カニバルズ』 - The Finest (1996年、London)
- The Platinum Collection (2006年、Warner Deluxe)
- She Drives Me Crazy: The Best Of (2009年、MC Deluxe)
- The Collection (2012年、Rhino)

### シングル
- 「ジョニー・カム・ホーム」 - "Johnny Come Home" (1985年)
- 「ブルー」 - "Blue" (1985年)
- 「サスピシャス・マインド」 - "Suspicious Minds" (1985年)
- 「恋とはおかしなもの」 - "Funny How Love Is" (1986年)
- 「エヴァー・フォールン・イン・ラヴ」 - "Ever Fallen in Love" (1987年) ※映画『サムシング・ワイルド』サウンドトラック収録
- 「シー・ドライヴス・ミー・クレイジー」 - "She Drives Me Crazy" (1988年)
- 「グッド・シング」 - "Good Thing" (1989年)
- 「ドント・ルック・バック」 - "Don't Look Back" (1989年)
- 「アイム・ノット・ザ・マン・アイ・ユースト・トゥ・ビー」 - "I'm Not the Man I Used to Be" (1989年)
- "I'm Not Satisfied" (1990年)
- "It's OK (It's Alright)" (1990年)
- 「フレイム」 - "The Flame" (1996年)
- "She Drives Me Crazy 1997" (1997年)